# 瀬川栄志
瀬川栄志（瀬川榮志　せがわ　えいし、1928年11月5日-　）は、日本の国語教育学者。中京女子大学名誉教授。

## 略歴
鹿児島県西之表市住吉深川出身。1957年東洋大学文学部国文科卒。小学校教諭、東京都中野区立上鷺宮小学校校長。全国小学校国語教育研究会副会長、企画編集局長。公立学校定年退職後、1982年中京女子大学教授、同大学子ども文化研究所長、99年定年退任、名誉教授。幼・小・中・高・大学の実践指導、経営の教育研究を経験。全国小学校国語教育研究会名誉顧問、日本子ども文化学会名誉会長　全国日本語教育学会名誉会長、全国創造国語研究会名誉顧問　全国国語科教育研究所長、21世紀の国語教育を創る会代表。

## 著書
- 『国語科教材・基本的事項の精選と指導』明治図書出版 小学校新教育課程の実践研究 1969
- 『創造性を伸ばす国語科授業』帝国地方行政学会 教育実践シリーズ 1972
- 『言語行動観に立つ国語科教育 わかる・かわる・できる授業の創造』明治図書出版 国語科教育全書 1977
- 『国語科重点教材わかる教え方・学ばせ方』明治図書出版 重点教材の展開 1978
- 『国語科の授業入門』明治図書出版 新任教員研修双書 1978
- 『新国語科の解明 4 「表現」「理解」「言語事項」の実践的展開』明治図書出版 1978
- 『学習到達度を確かめる授業 5 国語科の形成的評価入門』明治図書出版 1981
- 『小学校国語科授業技術全書 13 一時間の授業で感動のやま場を創る』明治図書出版 1982
- 『若い教師のための授業入門 15 授業分析の技術』明治図書出版 1984
- 『新しい学力観に立つ短作文ステップ学習』明治図書出版 授業への挑戦 1994
- 『国語科教育の原点追究と改革課題』明治図書出版 国語教育立国論 2008

### 共編著
- 『小学校国語科の授業計画 1年』倉沢栄吉監修 瀬川編 国土社 1970
- 『双書授業と教育機器 第4 教育機器活用による国語科授業』編 明治図書出版 1970
- 『国語科教材研究の標準化』編著 明治図書出版 新教材研究シリーズ 1971
- 『国語科研究授業細案』藤原宏共編 明治図書出版 新学習指導要領の研究授業シリーズ 1972
- 『双書国語指導技術』全5巻 編 明治図書出版 1973-74
- 『小学校国語科の精選・集約 ゆとりある授業の創造をめざして』藤原宏共編著 みずうみ書房 1976
- 『読解指導過程の展開』編著 明治図書出版 国語科教育全書 1976
- 『表現活動を重視した読解の行動学習法』編 明治図書出版 国語科教育全書 1977
- 『理解力を高める読解の基礎的・基本的事項の指導』北海道国語教育実践研究会共著 明治図書出版 国語科教育全書 1977
- 『わかる・かわる・できる国語科授業 文学教材研究法と行動学習法の開拓』浜松市立飯田小学校共著 明治図書出版 国語科教育全書 1977
- 『「言語事項」の体系的指導 表現・理解の基礎』鹿児島創造国語教育研究会共著 明治図書出版 国語科教育全書 1978
- 『小学校国語科 新学習指導要領の指導事例集』藤原宏共編 明治図書出版 1978
- 『国語科授業研究 3』編著 明治図書出版 1979-80
- 『基礎技能・基本能力と説明文指導』浜松市立飯田小学校共著 明治図書出版 わかる・かわる・できる国語科授業 1980
- 『小学校国語科指導細案』飛田多喜雄共編 明治図書出版 1980
- 『図説小学校国語科の基本用語』編著 小学館 1980
- 『転移性を重視した創造的国語科授業』茨城県猿島町立沓掛小学校共著 明治図書出版 わかる・かわる・できる国語科授業 1980
- 『授業に生きる教材研究・小学校国語科』野地潤家共編 明治図書出版 1981
- 『「できる」喜びのある国語授業 NHK教師の時間の再構成』編著 明治図書出版 わかる・かわる・できる国語科授業 1981
- 『表現力を高める関連学習の類型と指導過程』編著 明治図書出版 わかる・かわる・できる国語科授業 1981
- 『新しい国語科教材研究の標準化』編著 明治図書出版 わかる・かわる・できる国語科授業 1982
- 『基礎・基本・発展の体系化と国語科授業開発』大分市小学校国語教育研究会共編著 明治図書出版 わかる・かわる・できる国語科授業 1983
- 『国語科基礎・基本の体系的指導』飛田多喜雄共編 明治図書出版 基礎的・基本的事項の指導シリーズ 1983
- 『子どもが変わる作文の授業』釜石市立八雲小学校共著 明治図書出版 わかる・かわる・できる国語科授業 1983
- 『創作・表現力が育つ文学的教材の授業』浜松創造国語研究会共編著 明治図書出版 わかる・かわる・できる国語科授業 1983
- 『よい授業を創る国語科教え方事典』授業技術研究所共編 明治図書出版 1983
- 『「音読・朗読・群読・暗唱」で意欲を高める』編 明治図書出版 授業への挑戦 1993
- 『国語科「関心・意欲・態度」の評価技法』編著 明治図書出版 新学力の評価研究 1993
- 『暮らしの中で育つ子どもの「ことば」と「認識」』長谷川和共編著 明治図書出版 1994
- 『新学力観に立つ話し言葉の授業づくり』佐賀話し言葉研究会共著 明治図書出版 授業への挑戦 1994
- 『学校図書館を必要とする授業を創る』編著 明治図書出版 新学力観に立つ国語科授業の改革 1995
- 『新学力観に立つ国語科授業モデル30選』編著 明治図書出版 新学力観の授業研究 1995
- 『国語科授業を変える支援技法の開発』編著 明治図書出版 新学力観に立つ国語科授業の改革　1996
- 『思考力・表現力を育てる国語科授業モデル30選』編著 明治図書出版 新学力観に立つ国語科授業の改革 1996
- 『複数教材活用による読みの授業改革』編著 明治図書出版 新学力観に立つ国語科授業の改革 1997
- 『思いや考えを正しく伝える意見文の指導』監修・編著 明治図書出版 「生きる力」を育む実用作文シリーズ 1998
- 『考える力を育てるディベート学習 すぐに使えるワークシートつき』編著 明治図書出版 新学力観に立つ国語科授業の改革 1998
- 『共感・感動が伝わる感想文の指導』監修・編著 明治図書出版 「生きる力」を育む実用作文シリーズ 1998
- 『心と心を結ぶ手紙文の指導』監修・編著 明治図書出版 「生きる力」を育む実用作文シリーズ 1998
- 『情報収集・活用力が育つ記録文・報告文の指導』監修・編著 明治図書出版 「生きる力」を育む実用作文シリーズ　1998
- 『確かで説得力のある説明文・解説文の指導』監修・編著 明治図書出版 「生きる力」を育む実用作文シリーズ 1998
- 『これだけは身につけたい国語科基本用語』編著 明治図書出版 2007

## 論文
- Cinii